# Réart
Le Réart est une rivière du Roussillon dont le cours d'environ trente kilomètres s'inscrit dans le département des Pyrénées-Orientales, en région Occitanie.

## Géographie
De 35,9 km de longueur, le Réart prend sa source dans les Aspres, au nord du village d'Oms, sur la commune de Montauriol, à 350 m d'altitude. Dans cette partie haute de son cours, il est appelé Correc de Bertra, puis Correc des Hostalets (des auberges).
Le Réart prend ensuite la direction de l'Est, sort de la zone rocheuse et entre en zone argileuse, s'écoulant sur un lit encaissé dans l'argile du Pliocène, il passe au nord du village de Fourques, où il s'appelle aussi rivière de Galsérane, et où il prend enfin le nom de Réart, puis s'écoule au nord de Villemolaque.
Le cours d'eau oblique de nouveau vers le nord, passe sous l'autoroute A9 puis entre en plaine du Roussillon au Mas Sabole à proximité de Bages, il frôle ensuite le village de Pollestres par l'est et contourne par le nord le lac de Villeneuve-de-la-Raho.
La rivière reprend ensuite vers l'est, passant sous la RN114 puis au sud de Saleilles avant de se jeter dans l'étang de Canet au sud du village de Saint-Nazaire, et sur la commune de Canet-en-Roussillon, 0 m d'altitude.
Drainant le secteur minier aurifère des Aspres autour de Montauriol, le Réart et tous ses affluents charrient à des degrés divers des paillettes d'or alluvionnaire.

### Communes et cantons traversés
Dans le seul département des Pyrénées-Orientales, le Réart travers les quatorze communes suivantes, de l'amont vers l'aval, 
Montauriol (source), Fourques, Trouillas, Passa, Villemolaque, Bages, Ponteilla, Pollestres, Villeneuve-de-la-Raho, Perpignan, Saleilles, Théza, Saint-Nazaire, Canet-en-Roussillon (confluence).
Soit en termes de cantons, le Réart prend source dans le canton de Céret, traverse les canton de Thuir, canton d'Elne, canton de Toulouges, canton de Perpignan-4, canton de La Côte Radieuse, conflue dans le canton de Canet-en-Roussillon, le tout dans les arrondissements de Céret et de Perpignan.

### Bassin versant
Le bassin versant du Réart est au sud de celui de la Têt et au nord du Tech.
Le Réart traverse les quatre zones hydrographiques suivantes, « Le Réart du ruisseau de Canterrane à l'Étang de Canet », (Y033), « Côtiers du Réart à la Têt » (Y034), « Le ruisseau de Canterrane », « le Réart de sa source au ruisseau de Canterrane » (Y031). Ce bassin versant est de 221 km2 alors que celui de la Canterrane est de 59 km2. Ce bassin versant est constitué à 58,18 % de « territoires agricoles », à 23,85 % de « forêts et milieux semi-naturels », à 13,08 % de « territoires artificialisés », à 2,96 % de « surfaces en eau », et à 2,22 % de « zones humides ».

### Organisme gestionnaire
L'Organisme gestionnaire est le syndicat mixte du bassin versant du Réart sis à Saleilles. Celui-ci « réunit les vingt-cinq communes du bassin versant de l'étang de Canet Saint-Nazaire ».

## Affluents

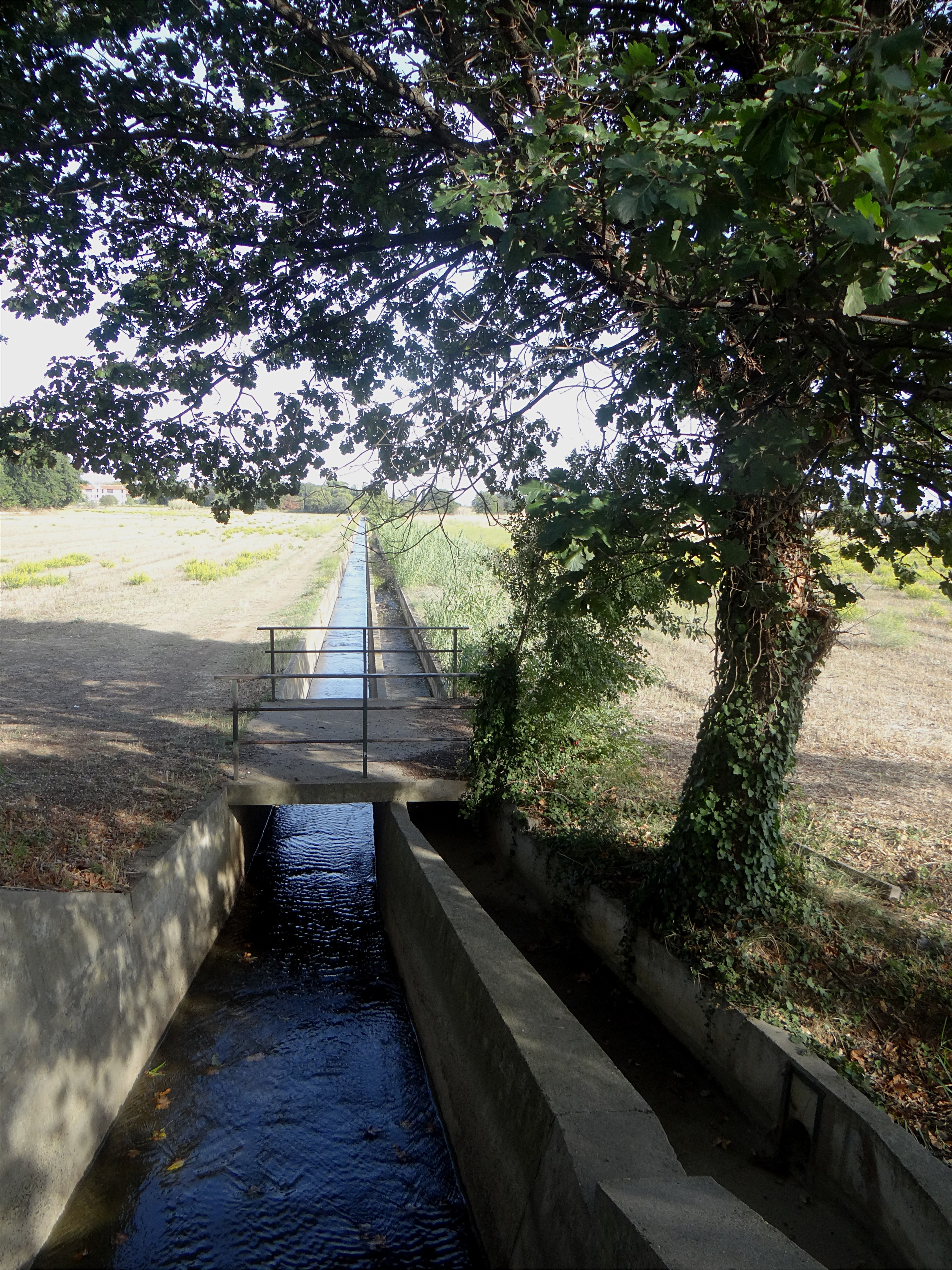
L'Agouille de Fontcouverte à Perpignan

Le Réart a huit affluents référencés :
- la rivière de Montauriol (rd), 4,1 km sur les deux communes de Oms (source) et Montauriol (confluence).
- le ruisseau de Caratg (rd), 6 km sur les quatre communes de Oms (source), Llauro, Torderes et Montauriol (confluence).
- le Correc del Coll deis Sastres (rd), 1,3 km sur les deux communes de Montauriol (source) et Fourques (confluence).
- le Riu Mathéu (rg), 4,9 km sur les deux communes de Montauriol (source) et Fourques (confluence).
- L'Ille (rd), 9,7 km sur quatre communes avec deux affluents de rang de Strahler deux : confluence à Fourques
- La rivière de Passa (rd), 11,1 km sur quatre communes avec deux affluents et de rang de Strahler trois : confluence à Villemolaque
- La Canterrane (rg), 28,4 km sur neuf communes avec quatre affluents de rang de Strahler trois : confluence à Pollestres[5].
- l'Agouille de Fontcouverte, ou Fontcoberta[3] (rg), 4,6 km sur les trois communes de Perpignan (source), Villeneuve-de-la-Raho, Saleilles (confluence).

Le rang de Strahler est donc de quatre.

## Hydrologie
Ce torrent-fleuve côtier est assimilable à un oued. Il est la plupart du temps à sec mais un peu d'eau circule sous la couche d'alluvions, cela permet l'irrigation de quelques jardins de ce secteur aride. Le Réart subit un régime de crues peu fréquentes mais souvent violentes et dévastatrices, dans ce cas la montée des eaux et la décrue y sont extrêmement rapides.

### Le Réart à Saleilles
Une station hydrologique Y0334001 - Le Réart à Saleilles (Pont de la RN114) est implantée à Saleilles depuis 1981, à 18 m d'altitude  et pour un bassin versant de 145 km2. Par contre au 2 janvier 2014, aucune donnée tant en hauteur qu'en débit n'est disponible.

### Le Réart à Villemolaque
Une deuxième station Y0325050 - Le Réart à Villemolaque est implantée à Villemolaque à 76 m d'altitude, pour un bassin versant de 41 km2 depuis 2000 : Pas de données disponibles.

### Crues
Les crues historiques connues de la Banque Hydro sont celles du 16 septembre 1992 pour 6,04 m et 920 m3/s ainsi que celle du 14 novembre 2005 pour 3,41 m de hauteur et 75 m3/s.
Le Réart a fait l'objet d'un PAPI pour la prévention du risque inondation avec une labellisation au 19 décembre 2012, et des actions prévues entre 2013 et 2017 pour un montant de 9,5 millions d'euros.